# Nasir Al-Hatam
Nasir Al-Hatam (ur. 21 lipca 1978 w Bagdadzie, zm. 23 maja 2006 w Bagdadzie) – iracki tenisista, reprezentant w Pucharze Davisa.
Al-Hatam debiutował w reprezentacji daviscupowej w 2001 roku. Występował początkowo głównie jako deblista (tworząc z Haidarem Kathimem jedną z najlepszych par w historii reprezentacji), później również jako singlista. Łącznie wystąpił w 19 meczach międzypaństwowych, po raz ostatni w kwietniu 2006 przeciwko Mjanmie. Bilans jego występów w reprezentacji – w IV grupie strefy Azji i Oceanii – wyniósł 7 zwycięstw i 12 porażek.
Zmarł tragicznie, zastrzelony w Bagdadzie razem z kapitanem zespołu narodowego Hussainem Rasheedem (dwukrotnie grali razem debla w Pucharze Davisa) oraz innym zawodnikiem Wissamem Oudą. Policja powiązała zabójstwo tenisistów z groźbami ekstremistów islamskich wobec osób noszących "niemoralne" ubiory, takie jak stroje sportowe.